# 김은선 (바둑 기사)
김은선(金恩善, 1988년 9월 12일 ~ )은 대한민국의 바둑 기사이다. 남편은 박병규 九단이다. 언니는 김은옥 아마6단이다.

## 약력
2002년 3월 아마여류국수전에서 우승하여 같은 해 입단했고, 2006년 3단을 거쳐 2011년 4월에 4단으로 승단했다. 2004년 제3회 정관장배 세계여자바둑최강전 한국대표로 출전했고, 2005년 바둑마스터즈 여왕전에서 우승했으며 제4회 정관장배 한국대표로도 출전했다. 2007년 제1기 지지옥션배 여류대표로 4연승을 차지했으며, 2008년 제5회 전자랜드배 왕중왕전 본선에서 주작왕전 준우승을 했다. 2012년 제1회 샤오산배 한국대표로 참가했다. 2016년 12월에 5단으로 승단했다.